# The House of Scandal (film 1917)
The House of Scandal è un cortometraggio muto del 1917 diretto da Charles Avery.

## Produzione
Il film fu prodotto dalla Triangle Film Corporation.

## Distribuzione
Distribuito dalla Triangle Distributing, il film - un cortometraggio di una bobina - uscì nelle sale cinematografiche degli Stati Uniti il 15 luglio 1917.